# G1 Climax 2020
Il G1 Climax 2020 è stata la trentesima edizione del G1 Climax, torneo organizzato annualmente dalla federazione di puroresu giapponese della New Japan Pro-Wrestling (NJPW); esso si è svolto tra il 19 settembre e il 19 ottobre 2020.
A vincere il torneo è stato Kōta Ibushi, che ha sconfitto Seiya Sanada nella finale del Ryōgoku Kokugikan di Tokyo (Giappone).

## Struttura del torneo

### Fase a gironi
Legenda: P.ti=punti; V=vittorie; N=pareggi; S=sconfitte
| #   | Wrestler         | P.ti | V | N | S |
| --- | ---------------- | ---- | - | - | - |
| 1.  | Kōta Ibushi      | 14   | 7 | 0 | 2 |
| 2.  | Will Ospreay     | 12   | 6 | 0 | 3 |
| 3.  | Jay White        | 12   | 6 | 0 | 3 |
| 4.  | Kazuchika Okada  | 12   | 6 | 0 | 3 |
| 5.  | Taichi           | 8    | 4 | 0 | 5 |
| 6.  | Jeff Cobb        | 8    | 4 | 0 | 5 |
| 7.  | Tomohiro Ishii   | 8    | 4 | 0 | 5 |
| 8.  | Shingo Takagi    | 8    | 4 | 0 | 5 |
| 9.  | Minoru Suzuki    | 6    | 3 | 0 | 6 |
| 10. | Yujiro Takahashi | 2    | 1 | 0 | 8 |

| #   | Wrestler          | P.ti | V | N | S |
| --- | ----------------- | ---- | - | - | - |
| 1.  | Seiya Sanada      | 12   | 6 | 0 | 3 |
| 2.  | Evil              | 12   | 6 | 0 | 3 |
| 3.  | Tetsuya Naito     | 12   | 6 | 0 | 3 |
| 4.  | Kenta             | 10   | 5 | 0 | 4 |
| 5.  | Zack Sabre Jr.    | 8    | 4 | 0 | 5 |
| 6.  | Hirooki Goto      | 8    | 4 | 0 | 5 |
| 7.  | Hiroshi Tanahashi | 8    | 4 | 0 | 5 |
| 8.  | Juice Robinson    | 8    | 4 | 0 | 5 |
| 9.  | Toru Yano         | 6    | 3 | 0 | 6 |
| 10. | Yoshi-Hashi       | 4    | 2 | 0 | 7 |

### Finale
| Tokyo 19 ottobre 2020, ore 14:00 CEST | Kōta Ibushi    | Vincitore – Sconfitto referto | Seiya Sanada | Ryōgoku Kokugikan (3 000 spett.)\| Arbitro: \| Red Shoes Unno \| |
| Arbitro:                              | Red Shoes Unno |                               |              |                                                                  |